# Улица Независимости (Днепр)
Улица Независимости (Бывшая ул. Тито́ва) (укр. вулиця Незалежності) — городская магистраль в Чечеловском районе г. Днепра (Украина)

## История
Улица возникла в середине 1950-х годов, в ходе застройки данного района. Это было связано, в первую очередь, с развитием крупнейшего градообразующего предприятия — «Южный машиностроительный завод».
Первое название улицы — Парковая. В разных источниках называлась и улицей, и проспектом. После полета второго космонавта Германа Титова, в 1961 г. улица получила название в честь него. 31 января 2024 года решением Днепровского городского совета улица была переименована в улицу Независимости.
Улица имеет большое значение в структуре города, хотя состоит всего из нескольких кварталов. На ней замыкается целый ряд магистралей, идущих перпендикулярно Днепру — проспект Богдана Хмельницкого и проспект Александра Поля. Улица Независимости — часть изломанной, но единой магистрали — улицы Криворожская — Независимости — Звездный бульвар — Запорожское шоссе.

## Архитектура и достопримечательности
Улица Независимости застраивалась во второй половине 1950-х годов, когда уже объявили «борьбу с архитектурными излишествами». Однако многие здания сохранили признаки стиля «сталинский ампир». Например, здание школы № 89 имеет массивный портик над входом и декоративную композицию на вершине здания с символом образования — раскрытой книгой и датой постройки здания «1955».
Самый заметный объект на улице Независимости — кинотеатр «Спутник». Он был построен по «спецзаказу» ЮМЗ и открыт 15 августа 1963 г. Изначально рассчитанный на 820 мест, это — крупнейший кинозал Днепра. Фасад здания, выходящий на улицу Независимости, украшен мозаичным панно на космическую тематику. Вновь открыт после реконструкции в 2004 г.
На западном конце улицы, на пересечении с ул. Макарова, находится СМСЧ (специализированная медико-санитарная часть) № 6 — одна из крупнейших больниц города, ранее ведомственная больница НПО «Южмаш», с многопрофильным стационаром, родильным отделением и поликлиникой. Напротив СМСЧ расположена самая крупная из новейших построек на ул. Независимости, торгово-развлекательный комплекс «Appolo» (называется именно так, открыт в 2009 г.).